# Sárszentlőrinc
Sárszentlőrinc là một thị trấn thuộc hạt Tolna, Hungary. Thị trấn này có diện tích 38,45 km², dân số năm 2010 là 935 người, mật độ 24 người/km².